# Hermann Großmann (Jurist)
Hermann Großmann (* 8. August 1878 in Eberswalde; † 8. Juni 1960) war ein Reichsgerichtsrat.

## Leben
Großmann studierte in Berlin. Er legte im Jahr 1900 die Erste Staatsprüfung („ausreichend“), die Zweite 1905 („ausreichend“) ab. Er wurde 1905 Assessor. Dann war er 1909 Landrichter beim LG Duisburg, im Jahr 1915 Hilfsrichter beim OLG Düsseldorf. In der Weimarer Republik wurde er 1919 Oberlandesgerichtsrat beim Oberlandgericht Marienwerder und 1922 Senatspräsident beim Kammergericht Berlin. Sein Senat wurde abfällig der „republikanische Senat“ genannt, denn er war Gründungsmitglied des Republikanischen Richterbunds. Großmann gehörte im Kammergericht zu der Minderheit der Republikanern wie Arnold Freymuth und Alfred Orgler, gegen dessen Beförderungen 1923 rund 100 von 150 Richtern des Kammergerichts in einer Versammlung protestierten. Großmann war lange Jahre DDP-Mitglied. 1921 wurde er in den Provinziallandtag der Provinz Ostpreußen gewählt. 1922 gab er das Mandat auf und Gustav Hermsdorff rückte für ihn nach.
Er trat als Reichstagskandidat auf Wahlversammlung der DDP auf. In einer Wahlkampfveranstaltung im Dezember 1924 trat er für eine entschiedene „Demokratisierung der Rechtspflege“ ein und warf seinen konservativen Kollegen „starke Befangenheit“ in politischen Prozessen vor, denn er rechnete etwa mit 5 % republikanischen Richtern, 15 % reaktionären und 80 % schwankenden. Ein Sturm der öffentlichen Entrüstung brach los und der Vorsitzende des Preußischen Richtervereins, Dr. Pracht, fand, Großmann habe Richter, Recht, Staat und Volk aufs schwerste geschädigt und seine Berufskollegen in maßloser Weise beleidigt. Die fortdauernde Schmähung der deutschen Richter durch Mitglieder des eigenen Fachvereins sei nicht weiter tragbar. Am 2. Juli 1926 wurde Großmann wegen „vereinswidrigen Verhaltens“ aus dem Preußischen Richterverein ausgeschlossen. Ein Ausschlussverfahren wegen Doppelmitgliedschaft mit dem Republikanischen Richterbund (verboten seit 1925) scheiterte, der Austritt wurde aber Großmann nahegelegt. Auf einer Sympathiekundgebung für Großmann sprachen Otto Landsberg, Otto Nuschke, Walter Schücking und Carl Falck. Ein halbes Jahr später erreichte er die Wiederaufnahme. Im Jahr 1929 trat Großmann zur SPD über, der seine republikanischen Kollegen Freymuth und Orgler angehörten.
Am 1. April 1930 wurde er zum Reichsgerichtsrat ernannt. Großmann war im III. Zivilsenat des Reichsgerichts tätig. Großmann war Mitglied im Reichsbanner und der Liga für Menschenrechte. Da er im November 1932 auf einer Reichsbanner-Versammlung zur Verteidigung der Weimarer Verfassung aufgerufen hatte, leitete Reichsgerichtspräsident Erwin Bumke ein Disziplinarverfahren gegen ihn ein, da er „in hohem Maße die Zurückhaltung vermissen lässt, wie…. von einem Mitglied des höchsten Gerichtshofes… erwartet werden muss“. Justizminister Franz Gürtner forderte ihn am 6. März 1933 auf, seine sofortige Versetzung in den Ruhestand zu beantragen, was Großmann auch tat und damit der Entlassung nach dem Gesetz zur Wiederherstellung des Berufsbeamtentums zuvorkam, das am 7. April 1933 erlassen wurde. Den Versuch des Reichsjustizministeriums sein Ruhestandsgehalt zu kürzen, konnte er unter der Beteuerung seiner nationalen Gesinnung und mit Hilfe von Senatspräsident Katluhn abwenden.
Nach Kriegsende wurde er im Jahr 1945 Richter in Eisenach und war ab 1946 als Vorsitzender eines Strafsenats beim Oberlandesgericht in Gera und seit April 1950 als Oberlandesgerichtspräsident in Erfurt tätig. Als Richter in der DDR habe er nach Petra Weber „eine kaum mehr zu überbietende Willfährigkeit“ an den Tag gelegt. „Ideologische Verbohrtheit, das Bedürfnis nach persönlichem Halt und politische Naivität verbunden mit fortschreitender Senilität scheinen der Hauptgrund für Großmanns peinlich anmutende Unterwürfigkeit gewesen zu sein.“ Im Jahr 1952 schied er aus dem Staatsdienst der DDR aus. Er war nach der Pensionierung in der Nationalen Front, im Kreiskomitee des Friedensrats, in der Vereinigung der Juristen der DDR (VDJD), in der Wohnparteiorganisation der SED sowie im Groscurth-Ausschuß zur Verteidigung der von der reaktionären Justiz Westdeutschlands verfolgten deutschen Patrioten tätig.